# Qozağacı
Qozağacı è un comune dell'Azerbaigian situato nel distretto di Siyəzən.